# 沙博尼耶莱米讷
沙博尼耶莱米讷（法語：Charbonnier-les-Mines，法語發音：[ʃaʁbɔnje le min]）是法国多姆山省的一个市镇，位于该省南部，属于伊苏瓦尔区。

## 地理
沙博尼耶莱米讷（45°25'0"N, 3°17'6"E）面积3.36 平方千米，位于法国奥弗涅-罗讷-阿尔卑斯大区多姆山省，该省份为法国中南部省份，北起阿列省接壤，东临卢瓦尔省，南至上盧瓦爾省和康塔爾省，西接科雷兹省和克勒兹省。
与沙博尼耶莱米讷接壤的市镇（或旧市镇、城区）包括：圣弗洛里娜、博略、布拉萨克莱米讷、莫里亚、圣日耳曼朗布龙。

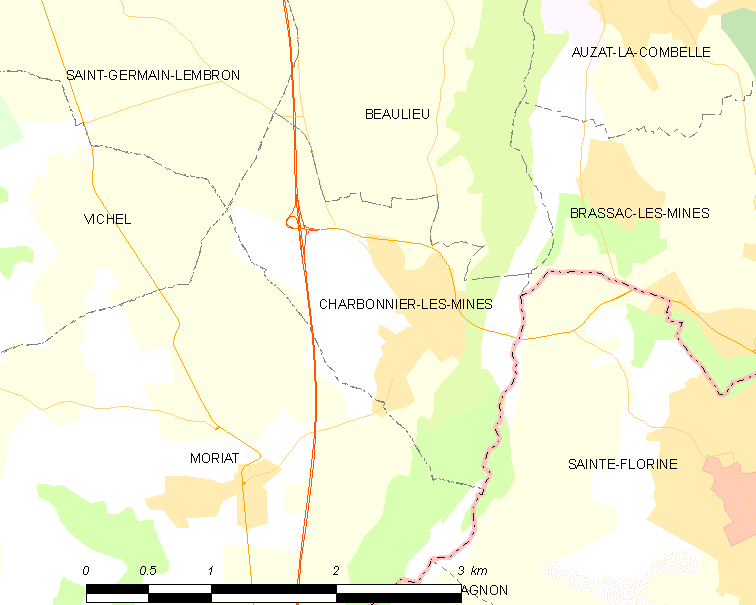
沙博尼耶莱米讷的OSM定位图

沙博尼耶莱米讷的时区为UTC+01:00、UTC+02:00（夏令时）。

## 行政
沙博尼耶莱米讷的邮政编码为63340，INSEE市镇编码为63091。

## 政治
沙博尼耶莱米讷所属的省级选区为布拉萨克莱米讷县。

## 人口

1962-2008年间沙博尼耶莱米讷人口变化图示

沙博尼耶莱米讷于2022年1月1日时的人口数量为937人。